# Estadio Centenario de Purranque
El Estadio Centenario de Purranque (Chile) es un recinto deportivo al aire libre que cuenta con capacidad para recibir aproximadamente a 1000 personas. Cuenta con una tribuna techada, cancha sintética.  esta inserto dentro del terreno que correspondía al complejo municipal de Purranque, el nombre se debe a que el año de la inauguración la comuna de Purranque conmemora 100 años desde su fundación. Posee dos casetas de transmisión, en este estadio jugó el club deportivo universidad de concepción como primer equipo profesional en purranque.
El Estadio Centenario queda ubicado en la calle Orlando Montecinos en la comuna de Purranque, a un costado de la Escuela Crecer.
El Estadio es utilizado para el torneo escolar de fútbol de la comuna de Purranque, además lo utilizan algunos equipos amateur de la comuna.
En este recinto hacia de local el Club Deportivo Purranque en sus partidos por el torneo de Tercera B Grupo Sur, además de ejercer localía para los encuentros de Copa Chile.
- Datos: Q5847848